# جیمز باند ۰۰۷: همه‌چیز یا هیچ‌چیز
جیمز باند ۰۰۷: همه چیز یا هیچ چیز (به انگلیسی: James Bond 007: Everything or Nothing) یک بازی ویدئویی به سبک تیراندازی سوم شخص و سومین قسمت از بازی‌های جیمز باند می‌باشد که برای کنسول‌های پلی‌استیشن ۲، اکس‌باکس و نینتندو گیم‌کیوب عرضه گردید. این بازی بعد از دو بازی مامور زیر آتش و جیمز باند ۰۰۷: شب‌جهنمی در سال ۲۰۰۳ میلادی بر روی کنسول دستی گیم بوی ادوانس و سپس نسخه‌ای از آن در سال ۲۰۰۴ میلادی برای کنسول‌های پلی‌استیشن ۲، اکس‌باکس و نینتندو گیم‌کیوب به بازارهای جهانی عرضه گردید. نسخه گیم بوی ادوانس توسط شرکت گریپتونیت گیمز و نسخه کنسول‌های خانگی توسط استودیوی رِدوود شورز الکترونیک آرتزساخته و به وسیلهٔ شرکت الکترونیک آرتز منتشر گردید. سبک این بازی اکشن و به صورت تیراندازی سوم شخص می‌باشد.

## روند بازی

قابلیت سنگرگیری در بازی

همانطور که اشاره شد این بازی سومین سری از بازی‌های جیمز باند به‌شمار می‌رود و همچنین دومین سری از بازی‌های جیمز باند است که به صورت تیراندازی سوم شخص تولید گردیده است. (اولین بازی سوم شخص سری جیمز باند در سال ۱۹۹۹ با عنوان فردا هرگز نمی‌میرد برای پلی‌استیشن ۱ عرضه شده بود). قسمت تک نفره این بازی شامل حدود ۳۰ مأموریت مختلف می‌باشد و ویژگی‌های جدیدی از جمله سنگرگیری برای جیمز باند به آن اضافه گردیده، همچنین ابزارهای ویژه‌ای جهت نامرئی شدن و کنترل یک روبات عنکبوتی شکل برای ورود به محیط‌های غیرقابل دسترسی نیز در دسترس بازیباز می‌باشد. وسایل نقلیه مختلف از جمله یک موتور سیکلت در طول مراحل بازی قابل بازی می‌باشند. مراحل این بازی در نقاط مختلفی از جمله پرو، روسیه، کشتی فضایی و... اتفاق می‌افتد.

## خلاصه داستان
یک روبات نانو توسط شخص مجهولی (که در بازی با عنوان "ژنرال" از او یاد می‌شود) از "بخش میکروتکنولوژی آکسفورد" دزدیده شده و دانشمند معروف و طراح این روبات نانو، دکتر کاتیا نادانوا  نیز مفقود گشته. وظیفه جیمز باند نجات دکتر ربوده شده و بازپس‌گیری روبات نانو می‌باشد...

## شخصیت‌ها

### شخصیت‌های اصلی[۵]
- جیمز باند (با صدای پیرس برازنان)
- اِم (با صدای جودی دنچ)
- کیو (با صدای جان کلیز)
- نیکولای دیاوولو، با صداپیشگی ویلم دافوئه، یک افسر ضد جاسوسی ک گ ب که در پی انتقام‌گیری از جیمز باند بخاطر مرگ استاد خود می‌باشد . هدف اصلی او فراهم آوری یک ارتش از تانکهای پلاتینیوم و نانو برای تسخیر روسیه و سپس دنیا می‌باشد.

چهره این شخصیت از روی چهره هنرپیشه معروف "ویلم دافوئه" مدلسازی گردیده و خود ویلم دافوئه هم به عنوان صداپیشه در این بازی جای این شخصیت صحبت نموده است.
شخصیت نیکلای دیاوولو، شخصیت منفی اصلی بازی "همه چیز یا هیچ" و نقش مقابل شخصیت جیمز باند در همین بازی می‌باشد . او یک ضد جاسوس ک گ ب است که شاگرد مکس زورین بوده ولی استاد او توسط جیمز باند کشته شده و او اینک قصد گرفتن انتقام استاد خود از جیمز باند را دارد.
دیاوولو ابتدا قصد دارد با استفاده از ارتش بزرگی از تانک‌ها که با تکنولوژی نانو و از عنصر پلاتینیوم ساخته شده‌اند به روسیه حمله نموده و در انتها به فتح دنیا بپردازد. او تقریباً در راه رسیدن به این هدف در حال موفقیت بود که جیمز باند یکی از موشکهای او را غیر فعال نموده و باعث سقوط هواپیمای او می‌شود. دیاوولو در ادامه افراد خودرا برای کشتن جیمز باند و شلیک یکی از موشکهایش در شهر لندن به کار می‌گیرد. در انتها جیمز باند با شلیک یک راکت به سمت برج هدایت موشک که خود دیاوولو هم در آن حاضر است، برج مراقبت را منهدم کرده ولی دیاوولو قبل از سقوط به پرتگاه موفق به فعال نمودن موشک می‌گردد.
- کاتیا نادانوا[۴]، با صداپیشگی هِیدی کلوم[۸]، یک دانشمند برجسته آکسفورد در زمینه علوم نانوتکنولوژی و دوست دختر نیکولای دیاوولو است که در نهایت توسط شخصیت مجهول بازی (ژنرال) دزدیده می‌شود.
- سرنا جرمین[۹]، با صداپیشگی شانون الیزابت[۱۰]، یک زمین‌شناس متبحر در خلبانی هلیکوپتر و هک کردن انواع کامپیوتر، که کمک بسیاری به جیمز باند در پرو می‌نماید.
- میا استارلینگ[۱۱]، یکی از ماموران سازمان NSA که در "کیس کیس کلاب" به عنوان خواننده مشغول به کار است او کمک بسیار زیادی به تحقیقات جیمز باند در رابطه با معاملات پنهانی "نیکولای دیاوولو" و "آرکادی یایاکوف" می نماید. میا استارلینگ در قسمتی از بازی هنگامی که کاملاً دست و پایش بسته شده‌است در قبرستانی بعلت آتش سوزی در حال مرگ می‌باشد که توسط جیمز باند نجات داده می‌شود. او سپس برای نابودی کارخانه "نیکولای دیاوولو" اقدام می‌کند. میا استارلینگ در انتها توسط جیمز باند به خانه بازگردانده می‌شود.[۱۲] بجای این شخصیت در بازی، خواننده آمریکایی میا هریسون صحبت نموده است[۶]
- میس ناگای[۱۳]، با صداپیشگی میساگی ایتو[۱۴]، دستیار "کیو" و معرفی‌کننده ابزارها و اسلحه‌ها به جیمز باند است.
- ۰۰۳ (جک)، یکی از دوستان صمیمی جیمز باند و یکی از زیر مجموعه‌های او که برای بدام انداختن "نیکولای دیاوولو" راهی پرو می‌شود، اما دستگیر شده و قبل از رسیدن جیمز باند کشته می‌شود.
- آرکادی یایاکوف[۱۵]،یکی از جنایتکاران مشهور روسیه که در شهر نیواورلئان کلوب شبانه‌ای با عنوان "کیس کیس کلاب" راه اندازی نموده و دارای کاخ بزرگی در منطقه لوئیزیانا می‌باشد.

## مشخصات فنی

صحنه‌ای از بازی در نسخه گیم بوی ادوانس

- گرافیک: این بازی از سری بازی‌های "تیراندازی سوم شخص" می‌باشد و محیط بازی به صورت کاملاً سه بعدی طراحی و ساخته شده‌است. چهره جیمز باند در نسخه کنسول‌های خانگی کاملاً از روی چهره پیرس برازنان طراحی و مدلسازی شده‌است.

گرافیک در نسخه گیم بوی ادوانس با توجه به قابلیت‌های این کنسول دستی به صورت ایزومتریک طراحی گردیده (تصویر سمت راست)
- صدا و موسیقی: موسیقی استفاده شده در این بازی بر اساس تم معروف "جیمز باند" بازسازی شده و برای اولین بار در سری بازی‌های جیمز باند، از صدای پیرس برازنان در نقش جیمز باند و شخصیت‌های دیگر این سری از جمله جودی دنچ[۱۶] و جان کلیز[۱۷] استفاده گردیده.[۵]